# Тварь, что кричала о любви в самом сердце мира
«Тварь, что кричала о любви в самом сердце мира» (англ. The Beast that Shouted Love at the Heart of the World) — фантастический рассказ Харлана Эллисона (1968). В 1969 году произведение получило Премию Хьюго за лучший рассказ 1968 года.

## Содержание
Рассказ о Вильяме Стероге. Рассказ о драконе-маньяке. Человек Линах, полный любви к своему миру, т. н. центру времени, из лучших побуждений решает очистить его от безумия. Однако в результате оно распространяется в прочие миры, реальности и времена. Этому плану оказывает сопротивление друг Линаха, Семф, изобретатель той самой очистки, но ради достижения цели Линах готов пожертвовать и им.

## История опубликования
- июнь 1968 года — Galaxy Science Fiction
- 1969 год — сборник рассказов Эллисона «The Beast that Shouted Love at the Heart of the World»
- 1969 год — сборник «Dark Stars», изданный Робертом Сильвербергом
- 1971 год — сборник «The Hugo Winners: Volumes One and Two», изданный Айзеком Азимовым
- 1997 год — в составе собственного ретроспективного сборника Эллисона «Edgeworks 4»

## Награды
- 1969 год — Премия «Хьюго» за лучший рассказ[1]